# Microglanis nigrolineatus
Microglanis nigrolineatus es una especie del género de peces de agua dulce Microglanis, perteneciente a la familia de los seudopimelódidos. Habita en ambientes acuáticos subtropicales del centro-oeste de Sudamérica.

## Taxonomía
Descripción original
Esta especie fue descrita originalmente en el año 2016 por los ictiólogos Guillermo Enrique Terán, Lucas Ribeiro Jarduli, Felipe Alonso, Juan Marcos Mirande y Oscar Akio Shibatta.
Etimología
Etimológicamente el epíteto específico nigrolineatus se construye con palabras en latín, en donde: nigro significa 'negro' u ‘oscuro’ y lineatus es 'raya' o ‘línea’, en alusión a una característica diagnóstica en la coloración de esta especie.
Relaciones filogenéticas y características
De las restantes especies del género Microglanis, M. nigrolineatus es distinguible gracias a su exclusivo patrón cromático; en él destaca especialmente una fina línea longitudinal oscura ubicada en el cuerpo medialmente —la cual atraviesa una amplia área ocre-amarillenta— concluyendo en una mancha negra que cubre a lo alto el pedúnculo caudal. Desde la mandíbula superior hasta la parte posterior de la base de la aleta adiposa se presenta otro sector oscuro y de superficie irregular, tonalidad que también presenta como una gran mancha irregular, situada detrás de la aleta pectoral. Es característica también el área nucal uniformemente oscura, sin presencia de mancha nucal clara, la cual exhiben otras especies del género.
Morfológicamente, su espina pectoral se distingue al poseer ganchos —presentes en el margen anterior— de escasa longitud, comparándolos con los de otras especies del género.

## Distribución
Microglanis nigrolineatus es endémica del noroeste de la Argentina. Su exclusivo hábitat son las aguas templado-cálidas de arroyos de la alta cuenca del río Bermejo, curso fluvial que desemboca en la sección inferior del río Paraguay, perteneciente a la subcuenca del río Paraná, el que a su vez forma parte de la cuenca del Plata.
En el bajo río Paraguay y en el Paraná Medio habita otra especie del género Microglanis: M. carlae Vera Alcaraz, da Graҫa & Shibatta, 2008.
Ecorregionalmente Microglanis nigrolineatus es un endemismo de la ecorregión de agua dulce Chaco.